# Metafizyka (Arystoteles)

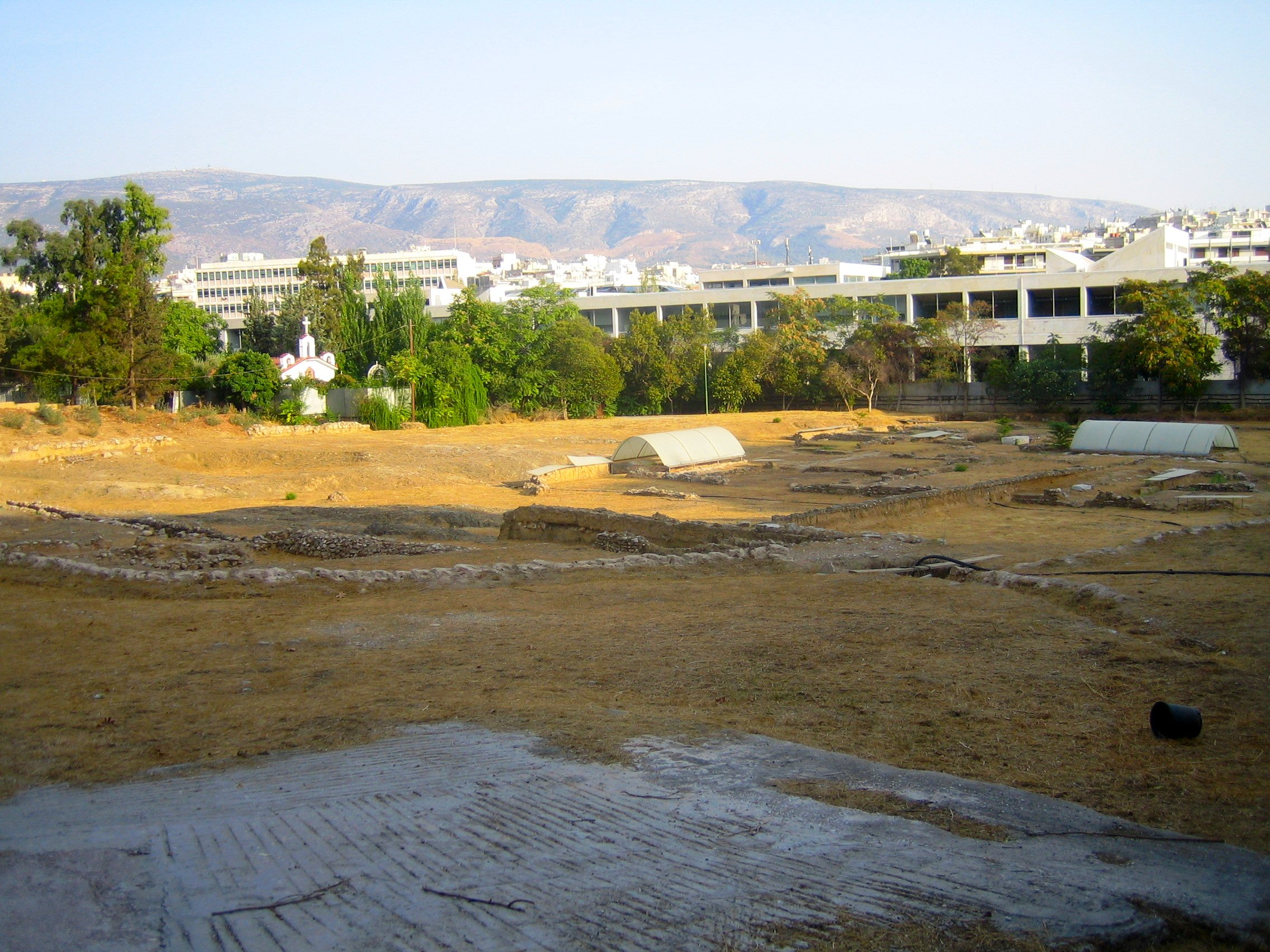
Archeologiczne pozostałości po zabudowaniach Lykeionu (Liceum) - szkoły prowadzonej przez Arystotelesa, obecnie przy ul. Rigillis w Atenach.

Metafizyka (gr. Τὰ μετὰ τὰ φυσικά) – najważniejsze filozoficzne dzieło Arystotelesa, księga zbierająca jego pisma z zakresu filozofii pierwszej w pierwszym wydaniu dzieł Stagiryty dokonanym przez Andronikosa z Rodos. Jest źródłem rekonstrukcji najważniejszych pojęć arystotelizmu.
W Corpus Aristotelicum obejmuje strony od 980a do 1094a.

## Nazwa
Nazwa metafizyka prawdopodobnie nie pochodzi od samego Arystotelesa, lecz od filozofa perypatetyckiego Andronikosa z Rodos, który wydał i uporządkował pisma mistrza. 14 pism, dotyczących ogólnych zasad, umieścił po pismach fizycznych (gr.) metà tà physiká. Za tym, że porządek przyjęty przez Andronikosa był czysto zewnętrzny, poza filozoficzny, opowiedzieli się następujący uczeni: Eduard Zeller, Paul Hämmerlin, William David Ross, Werner Jaeger. Arystoteles używał określeń „filozofia pierwsza”, w odróżnieniu od fizyki, czyli „filozofii drugiej”, lub „teologia”, z racji tego, że przedmiotowi metafizyki przypisywał cechy boskie. Tak, przynajmniej, rozumieli późniejsi interpretatorzy,  brak bowiem źródła u Arystotelesa potwierdzającego wprost, że rzeczywiście przypisywał przedmiotowi metafizyki cechy boskie. Pierwsza wzmianka o tytule metà tà physiká wystąpiła u Mikołaja z Damaszku (64 r. przed. Chr.), widnieje też w katalogach Anonima z Menage oraz Ptolemeusza. Według teorii M.H. Reinera, tytuł Metafizyka był inspirowany przez samego Arystotelesa i był już używany przez pierwszą generację uczniów Liceum. Mógł go stworzyć jego uczeń Eudemos z Rodos. Według Moraux dzieła metafizyczne w pierwotnym układzie występowały po pismach matematycznych, a nie fizycznych i nazwa miałaby znaczenie filozoficzne. Według interpretacji odwołującej się do perspektywy platońskiej, przedrostek metà odnosi się do hierarchii bytów: wskazuje na to, co ponad przyrodą (gr.) υπερ φύσιν - hyper fysin lub επεκεινα των φυσικων - epekeina ton fysikon. Interpretacja ta przypisywana Herenniuszowi, była powszechna w średniowieczu. Dla Tomasza z Akwinu metafizyka dotyczy rzeczy poza-fizycznych (łac.) transphysica i ma ten sam przedmiot co teologia, tzn. traktuje o rzeczach boskich, różni się tylko sposobem poznania.
Od tytułu dzieła pochodzi nazwa dziedziny wiedzy – metafizyka.

## Przegląd treści
Metafizyka składa się z XIV ksiąg:

### KsięgaΑ(I)
Rozpoczyna od analizy procesu poznania rozumowego: od wrażeń zmysłowych, poznania faktów szczegółowych które wywołują formy w pamięci, wyobraźni, doświadczenia – do form poznania faktów ogólnych i przyczyn, zasad. Poznanie przyczyn Arystoteles uznaje za cechę mądrości. Definiuje metafizykę jako wiedzę teoretyczną o zasadach najbardziej ogólnych. Po definicji metafizyki daje w tej księdze przegląd poglądów filozoficznych od pierwszych filozofów do Platona.

### Księgaα(II)
Księga α jest prawdopodobnie fragmentem dołączonym przez Andronikosa z Rodos z rękopisów Arystotelesa. Fragment ten jest ogólnym wstępem do filozofii. Mówi, że badając strukturę rzeczywistości dochodzimy ostatecznie do punktu wyjścia, ἀρχή, w poznaniu metafizycznym nie można więc cofać się w nieskończoność. Końcowe partie księgi poświęcone są omówieniu metod argumentacji w wypowiedziach naukowych.

### KsięgaΒ(III)
Księga jest przeglądem czternastu aporii stanowiących główne problemy filozoficzne. Pięć pierwszych dotyczy jedności wiedzy i różnorodności bytu, aporie 6 i 7 dotyczą rodzajów jako zasady wyjaśniania, aporie 8, 9, 10 i 11 formy, zasad i jedności, aporie 12 i 13 idei, potencji i ogólności, aporia 14 tego, czy przedmioty matematyczne są substancjami. Księga nie stanowi systematycznego wykładu, jest raczej przeznaczonym do własnego użytku tekstem formułującym program badań filozoficznych. Zaczyna się stwierdzeniem, że dla nauki konieczne są rozeznanie jej problemów (aporii) i próby ich rozwiązania. Głównym problemem poruszanym przez Arystotelesa w tej księdze jest to, czy obok wiedzy o substancji istnieje wiedza o atrybutach substancji – odpowiedzi na to pytanie udziela księga Γ.

### KsięgaΓ(IV)
Głównym tematem księgi jest pojęcie substancji. Nawiązuje ona do pierwszych pięciu aporii księgi В i podaje ich rozwiązania. Proklamuje istnienie nauki badającej Byt jako byt i jego atrybuty – metafizyki. Przedstawia też tezę, że metafizyka musi uwzględniać najwyższe zasady wiedzy, za które Arystoteles uznaje zasadę sprzeczności i zasadę wyłączonego środka. Argumenty Arystotelesa na rzecz doniosłości tych zasad są pośrednie – Filozof odpiera argumenty ich przeciwników przez wykazanie wielu trudności, jakie wywołuje odrzucenie tych zasad.

### KsięgaΔ(V)
Księga ta stanowi słownik filozoficzny wyjaśniający 30 najważniejszych pojęć metafizyki Arystotelesa. Wykazuje pewną niezależność od pozostałych ksiąg. Wiąże się z uwagami historycznymi ksiąg A i B stanowiąc jednocześnie przejście do zawartej w księdze Z głównej części badań metafizycznych. Księga była często zmieniana i korygowana, zawiera więc ustępy z różnych etapów rozwoju myśli Arystotelesa.

### KsięgaΕ(VI)
Księga stanowi zbiór fragmentów, połączonych prawdopodobnie przez Andronikosa. Poświęcona jest dokładnemu rozgraniczeniu przedmiotu badań metafizyki, fizyki i matematyki. Metafizyka bada substancję samoistną i nieruchomą – byt jako taki (ὄν ᾗ ὄν), podczas gdy fizyka bada substancję wprawdzie oddzieloną, ale będącą w ruchu, a matematyka substancję wprawdzie nieruchomą, ale nieoddzieloną. Metafizyka jako nauka badająca substancję transcendentną, oddzieloną i nieruchomą – a więc "boską" – jest więc zarazem teologią. Jako nauka badająca byt jako taki jest nauką pierwszą.

### KsięgiΖ(VII),Η(VIII) orazΘ(IX)
Tematyką tych ksiąg jest analiza istnienia przedmiotów zmysłowych. Chociaż, zgodnie z wizja Arystotelesa przedmioty te należą do filozofii drugiej, jednak tutaj Filozof rozpatruje je nie jako indywidualne byty, lecz od strony metafizycznej, tzn. dzięki czemu one istnieją, jaka jest przyczyna bytu. Porusza zagadnienie wyższej substancji, która byłaby zasadą istnienia poszczególnych rzeczy, oraz formy jako zasady określającej rzecz, a także kwestie potencjalności i aktualności, i działania.

### KsięgaΙ(X)
Księga ta gromadzi wyniki refleksji nad pojęciami jedności i wielości, równości i nierówności oraz podobieństwa i jego braku. Arystoteles wyróżnia w niej cztery rodzaje jedności: ciągłość naturalną, całość, indywiduum i ogół. Jedność nie stanowi substancji.

### KsięgaΚ(XI)
Księga ta stanowi kompilację Metafizyki (ksiąg Β, Γ i Ε i Fizyki (ksiąg III i V). Kompilacja ta została zamierzona prawdopodobnie jako zarys przyszłego podręcznika filozofii pierwszej.

### KsięgaΛ(XII)
Księga ta w dużej mierze poświęcona jest Pierwszemu Poruszycielowi. W części wstępnej jest to wykład na temat substancji, aktu i możności. W drugiej, Arystoteles wykazuje konieczność istnienia niepoddanego ruchowi Boga-Umysłu - transcendentnej substancji, będącej czystym aktem bez potencji i bez materialnej zasady. Jest on czystą myślą, zajmującą się w najwyższym stopniu tym, co boskie (1074b n9). Sprawia on pierwotny, wieczny i jeden ruch [1073 a n. 8) piątego elementu zwanego eterem, który zawiera gwiazdy stałe i planety, ten zaś porusza kolejne sfery świata, składające się z czterech pozostałych elementów: ziemi i wody, powietrza i ognia.

### KsięgaΜ(XIII) iΝ(XIV)
Księgi te kontynuują tematykę poprzedniej księgi, głównie omawiając krytycznie poglądy innych: pitagorejczyków, platończyków, Speuzypa i Ksenokratesa.